# انجمن دکترای علوم آزمایشگاهی تشخیص طبی ایران
انجمن دکترای علوم آزمایشگاهی تشخیص طبی ایران نام انجمن علمی در حوزهٔ علوم آزمایشگاهی است. 